# Metropolia di Didymoteicho, Orestiada e Soufli

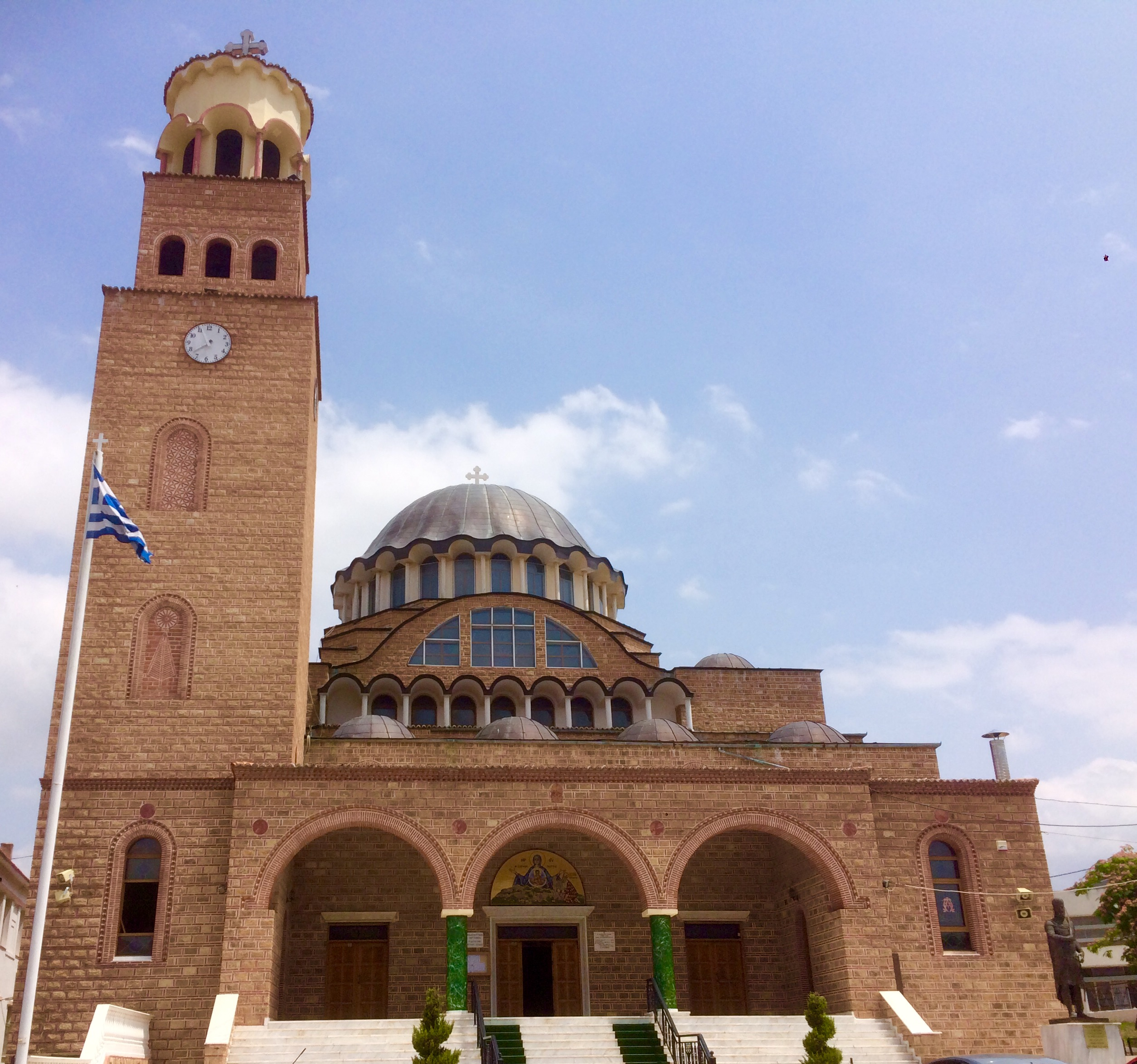
La cattedrale di Didymoteicho.

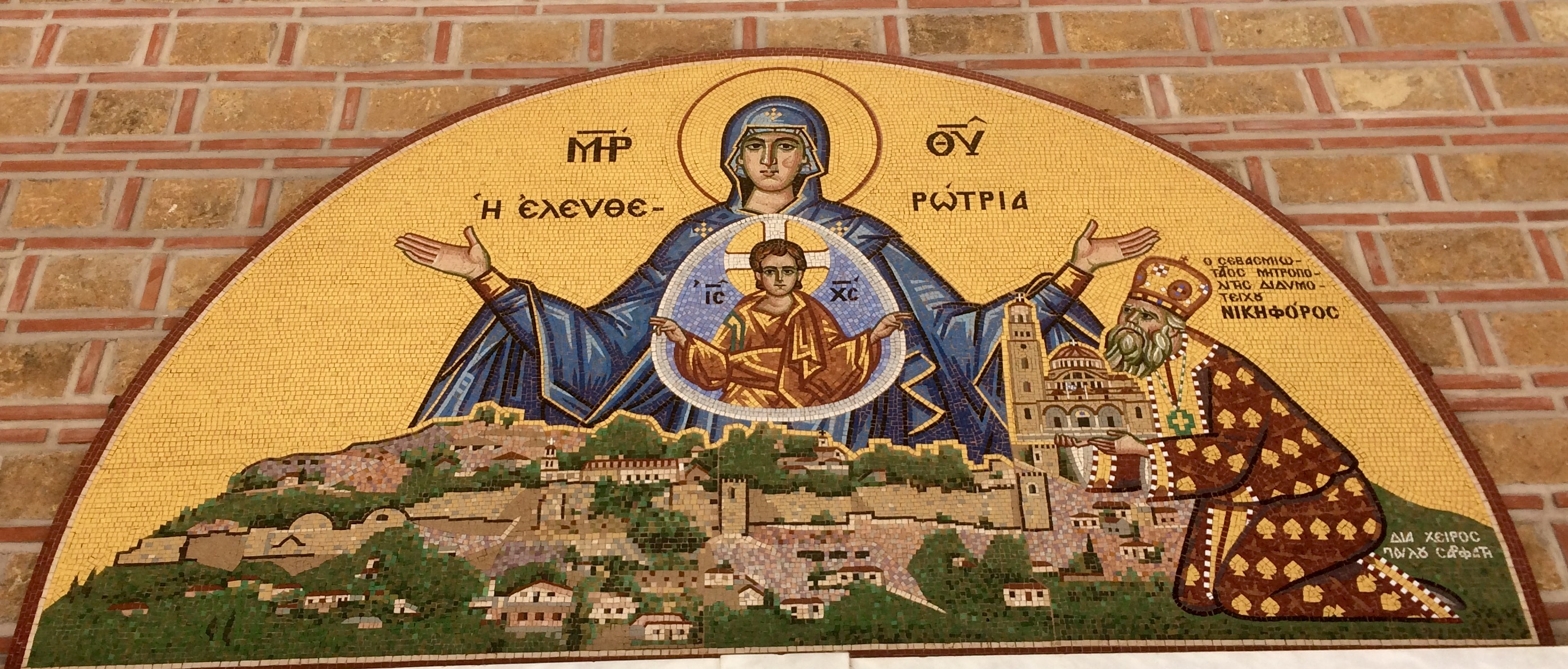
Mosaico interno della cattedrale.

La metropolia di Didymoteicho, Orestiada e Soufli (in greco: Ιερά Μητρόπολης Διδυμοτείχου, Ορεστιάδος και Σουφλίου; Ierá Mitrópolīs Didymoteichou, Orestiados kai Soufliou) è una diocesi del patriarcato ecumenico di Costantinopoli, pastoralmente affidata alla Chiesa di Grecia, con sede a Didymoteicho, nella Macedonia orientale e Tracia, dove si trova la cattedrale della Madre di Dio Liberatrice.
Dal 12 ottobre 2009 il metropolita è Damasceno Karpadakis.

## Territorio
La metropolia si trova nell'estrema parte orientale della Grecia, al confine con la Turchia, e comprende i tre comuni di Didymoteicho, Orestiada e Soufli nell'unità periferica di Evros.
Sede del metropolita è la città di Didymoteicho, dove si trova la cattedrale della Madre di Dio Liberatrice (Panagia Elefterotria).
Dal punto di vista canonico, la metropolia fa parte del patriarcato ecumenico di Costantinopoli. Tuttavia, trovandosi in territorio greco, la gestione pastorale è affidata alle cure dell'arcivescovo di Atene e della Chiesa di Grecia.

## Storia
L'odierna metropolia tra origine dall'antica diocesi di Plotinopoli, nome con cui era conosciuta fino all'alto Medioevo la città di Didymoteicho. Di questa sede sono noti due vescovi Ierofilo e Giorgio, attestati nel V e nell'VIII secolo.
Le Notitiae Episcopatuum del patriarcato di Costantinopoli documentano per la prima volta l'esistenza della diocesi con il nome di Didymoteicho all'inizio del X secolo, al 1º posto tra le suffraganee di Traianopoli, sede metropolitana della provincia di Rodope. Il primo vescovo noto è Niceforo, che prese parte al concilio di Costantinopoli dell'879-880 durante il quale venne riabilitato il patriarca Fozio.
La sede fu elevata al rango di arcidiocesi autocefala attorno al XII secolo e sul finire del secolo successivo divenne una metropolia del patriarcato. Questa promozione avvenne attorno al 1260 ed è attestata con certezza con il metropolita Macario che partecipò al sinodo patriarcale del 1285.
A seguito del trattato di Losanna, per porre fine alla guerra greco-turca, nel 1923 fu attuato uno scambio di popolazioni tra Grecia e Turchia. Il metropolita di Adrianopoli (oggi Edirne), Policarpo Vardakis, fuggì con i propri fedeli oltre il fiume Evros, che segnava il confine tra Turchia e Grecia, ponendo la propria sede nella località di Kum Tsiflik, ribattezzata Nea Orestiada, oggi semplicemente Orestiada, 26 km. a sud di Edirne; questo territorio faceva parte della metropolia di Adrianopoli, ma si trovava in territorio greco e non turco. La metropolia di Adrianopoli fu rinominata «metropolia di Nea Orestiada». Quando Policarpo Vardakis fu trasferito a Chio nel 1931, la metropolia di Nea Orestiada fu soppressa e il suo territorio annesso a quella di Didymoteicho, che assunse il nome di «metropolia di Didymoteicho e Orestiada».
Nell'ottobre del 1924 la metropolia di Didymoteicho cedette una porzione di territorio per l'erezione della metropolia di Soufli. Questa sede ebbe due vescovi, Neofito Gotzamanis (1924-1926) e Gioacchino Kaviris (1926-1934). Nel giugno 1934 la sede di Soufli fu soppressa e il suo territorio nuovamente incorporato nella metropolia di Didymoteicho, il cui nome ufficiale da questo momento è «metropolia di Didymoteicho, Orestiada e Soufli».
Nel 1928 Didymoteicho e tutte le altre diocesi del patriarcato di Costantinopoli in territorio greco liberate dall'occupazione ottomana nel 1912, furono affidate, tramite un accordo tra le parti, alle cure della Chiesa di Grecia.
I metropoliti hanno il titolo di "ipertimo ed esarca di tutto il Rodope e di tutto l'Emimonto".

## Cronotassi
- Niceforo † (menzionato nell'879)
- Anonimo (Giovanni?) † (seconda metà dell'XI secolo)[5]
- Giorgio † (menzionato nel 1232)
- Giovanni † (prima del 1260 - dopo il 1272)[3]
- Macario I † (prima del 1285[3] - dopo il 1294[6])
- Teodolo † (prima del 1315 - dopo il 1329)
- Anonimo † (menzionato nel 1340)
- Ilarione † (menzionato nel 1341)
- Anonimo † (menzionato nel 1345)
- Teolepto † (prima di febbraio 1347 - dopo il 1351)
- Sofronio † (menzionato nel 1565)
- Matteo † (menzionato nel 1580)
- Pafnuzio †
- Joasaph † (15 settembre 1596 - 23 febbraio 1606 dimesso)
- Daniele I † (23 giugno 1606 - ?)
- Antimo I † (1º ottobre 1620 - luglio 1631 dimesso)
- Macario II † (menzionato nel 1631)
- Lorenzo † (16 luglio 1631 - luglio 1633)
- Daniele II † (18 luglio 1633 - ?)
- Dionisio I † (menzionato nel 1636)
- Daniele III † (menzionato nel 1638)
- Clemente † (menzionato nel 1644 e nel 1650)
- Giacomo † (documentato dal 1661 al 1669)
- Gregorio I † (documentato dal 1672 al 1681)
- Nettario † (documentato a ottobre 1686)
- Neofito I † (febbraio 1687 - 7 gennaio 1689)
- Geremia † (documentato dal 1692 al 1697)
- Stefano †
- Macario III †
- Gregorio II †
- Neofito II † (documentato nel 1720)
- Misaele I † (documentato nel 1725)
- Paisio I † (documentato nel 1727)
- Samuele † (documentato nel 1735)
- Misaele II † (documentato nel 1739)
- Aussenzio † (prima del 1746 - luglio 1757 eletto metropolita di Filippopoli)
- Neofito III † (novembre 1757 - dopo aprile 1772)
- Gregorio III † (documentato dal 1781 al 1784)
- Paisio II † (documentato dal 1789 al 1798)
- Neofito IV † (documentato nel 1798)
- Zaccaria † (documentato nel 1802 circa)
- Melezio I † (novembre 1803 - 1814 deceduto)
- Antimo II † (ottobre 1814 - marzo 1821 eletto metropolita di Dristra)
- Callinico † (marzo 1821 - settembre 1835)
- Abercio † (settembre 1835 - maggio 1841)
- Bessarione † (maggio 1841 - fine 1846 deceduto)
- Melezio II † (gennaio 1847 - circa maggio 1849 deceduto)
- Melezio III † (maggio 1849 - marzo 1852)
- Dionisio II † (menzionato nel 1853)
- Melezio III † (aprile 1855 - 3 giugno 1860 deceduto) (per la seconda volta)
- Melezio Kabasilas † (ottobre 1860 - 16 novembre 1868 eletto arcivescovo di Creta)
- Dionisio Charitonidis † (16 novembre 1868 - 1º maggio 1873 eletto metropolita di Adrianopoli)
- Sofronio Christidis † (1º maggio 1873 - 23 novembre 1874 eletto metropolita di Krinis)
- Melezio Kabasilas † (23 novembre 1874 - 6 giugno 1877 eletto arcivescovo di Creta) (per la seconda volta)
- Sofronio Christidis † (6 giugno 1877 - 12 maggio 1878 eletto metropolita di Nicea) (per la seconda volta)
- Metodio Aronis † (maggio 1878 - 30 aprile 1893 eletto metropolita di Mitilene)
- Filoteo Konstantinidis † (30 aprile 1893 - 1º agosto 1896 eletto metropolita di Drama)
- Costantino Vafidis † (1º agosto 1896 - 27 aprile 1899 deceduto)
- Filarete Vafidis † (1º maggio 1899 - 21 febbraio 1928 eletto metropolita di Eraclea)
- Gioacchino Sigalas † (21 febbraio 1928 -13 agosto 1957 dimesso)
- Costantino Poulos † (13 novembre 1957 -13 luglio 1974 dimesso)
- Agatangelo Tampoupaztakis † (15 luglio 1974 -23 ottobre 1986 eletto metropolita di Nea Smirne)
- Niceforo Archangelidis † (19 novembre 1998 - 4 ottobre 2009 deceduto)
- Damasceno Karpadakis, dal 12 ottobre 2009